# エリス郡 (オクラホマ州)
エリス郡（英: Ellis County）は、アメリカ合衆国オクラホマ州の西部に位置する郡である。2010年国勢調査での人口は4,151人であり、2000年の4,075人から1.9％増加した。郡庁所在地はアーネット町（人口524人）であり、同郡で人口最大の自治体はシャタック町（人口1,356人）である。郡内に都市は無い。郡名は1906年のオクラホマ州憲法制定会議で副議長を務めたアルバート･H・エリスに因んで名付けられた。

## 地理
アメリカ合衆国国勢調査局に拠れば、郡域全面積は1,232平方マイル (3,190.9 km2)であり、このうち陸地は1,229平方マイル (3,183.1 km2)、水域は3平方マイル (7.8 km2)で水域率は0.22％である。

### 主要高規格道路
- アメリカ国道60号線
- アメリカ国道270号線
- アメリカ国道283号線
- アメリカ国道412号線
- オクラホマ州道3号線
- オクラホマ州道15号線
- オクラホマ州道46号線
- オクラホマ州道51号線

### 隣接する郡
- ハーパー郡 - 北
- ウッドワード郡 - 東
- デューイ郡 - 南東
- ロジャーミルズ郡 - 南
- ヘンフィル郡 (テキサス州) - 南西
- リップスコム郡 (テキサス州) - 西
- ビーバー郡 - 北西

## 人口動態

人口ピラミッド

以下は2000年の国勢調査による人口統計データである。
| 基礎データ - 人口: 4,075人 - 世帯数: 1,769 世帯 - 家族数: 1,218 家族 - 人口密度: 1人/km2（3人/mi2） - 住居数: 2,146軒 - 住居密度: 1軒/km2（2軒/mi2） 人種別人口構成 - 白人: 96.29% - アフリカン・アメリカン: 0.05% - ネイティブ・アメリカン: 1.20% - アジア人: 0.10% - その他の人種: 0.74% - 混血: 1.62% - ヒスパニック・ラテン系: 2.60% 言語による人口構成 - 英語: 96.6% - スペイン語: 2.0% - ドイツ語: 1.4% 年齢別人口構成 - 18歳未満: 21.8% - 18-24歳: 6.0% - 25-44歳: 21.6% - 45-64歳: 28.6% - 65歳以上: 22.0% - 年齢の中央値: 45歳 - 性比（女性100人あたり男性の人口） - 総人口: 97.7 - 18歳以上: 95.1 | 世帯と家族（対世帯数） - 18歳未満の子供がいる: 25.3% - 結婚・同居している夫婦: 59.9% - 未婚・離婚・死別女性が世帯主: 6.0% - 非家族世帯: 31.1% - 単身世帯: 29.2% - 65歳以上の老人1人暮らし: 15.7% - 平均構成人数 - 世帯: 2.27人 - 家族: 2.79人 収入と家計 - 収入の中央値 - 世帯: 27,951米ドル - 家族: 33,750米ドル - 性別 - 男性: 27,237米ドル - 女性: 17,772米ドル - 人口1人あたり収入: 16,472米ドル - 貧困線以下 - 対人口: 12.5% - 対家族数: 9.2% - 18歳未満: 19.5% - 65歳以上: 10.0% |

## 町
| - アーネット - 郡庁所在地 - ファーゴ | - ゲイジ - シャタック |